# Chrochvice
Chrochvice  (německy Krochwitz) jsou VII. část statutárního města Děčína. Nachází se na jihozápadě Děčína na levém břehu Labe pod vrchem Chmelník. Obcí protéká Chrochvický potok. Děčín VII-Chrochvice leží v katastrálním území Chrochvice o rozloze 1,46 km².

## Historie
První písemná zmínka o vesnici pochází z roku 1543.

## Obyvatelstvo
Při sčítání lidu v roce 1921 v Chrochvicích žilo 2 285 obyvatel (z toho 1 106 mužů), z nichž bylo 295 Čechoslováků, 1 916 Němců, jeden příslušník jiné národnosti a 73 cizinců. Většina (1 977 osob) se hlásila k římskokatolické církvi, ale kromě ní zde bylo devadesát evangelíků, 28 členů nezjišťovaných církví a 190 lidí bez vyznání.
|                                                                | 1869 | 1880 | 1890 | 1900  | 1910  | 1921  | 1930  | 1950  | 1961  | 1970  | 1980  | 1991  | 2001  | 2011  |
| -------------------------------------------------------------- | ---- | ---- | ---- | ----- | ----- | ----- | ----- | ----- | ----- | ----- | ----- | ----- | ----- | ----- |
| Obyvatelé                                                      | 77   | 82   | 259  | 1 133 | 2 428 | 2 285 | 2 467 | 1 771 | 1 924 | 1 712 | 1 542 | 1 349 | 1 318 | 1 387 |
| Domy                                                           | 10   | 11   | 23   | 74    | 160   | 171   | 221   | 242   | —     | 225   | 243   | 269   | 276   | 288   |
| Počet domů z roku 1961 je zahrnut v domech místní části Děčín. |      |      |      |       |       |       |       |       |       |       |       |       |       |       |

## Další fotografie

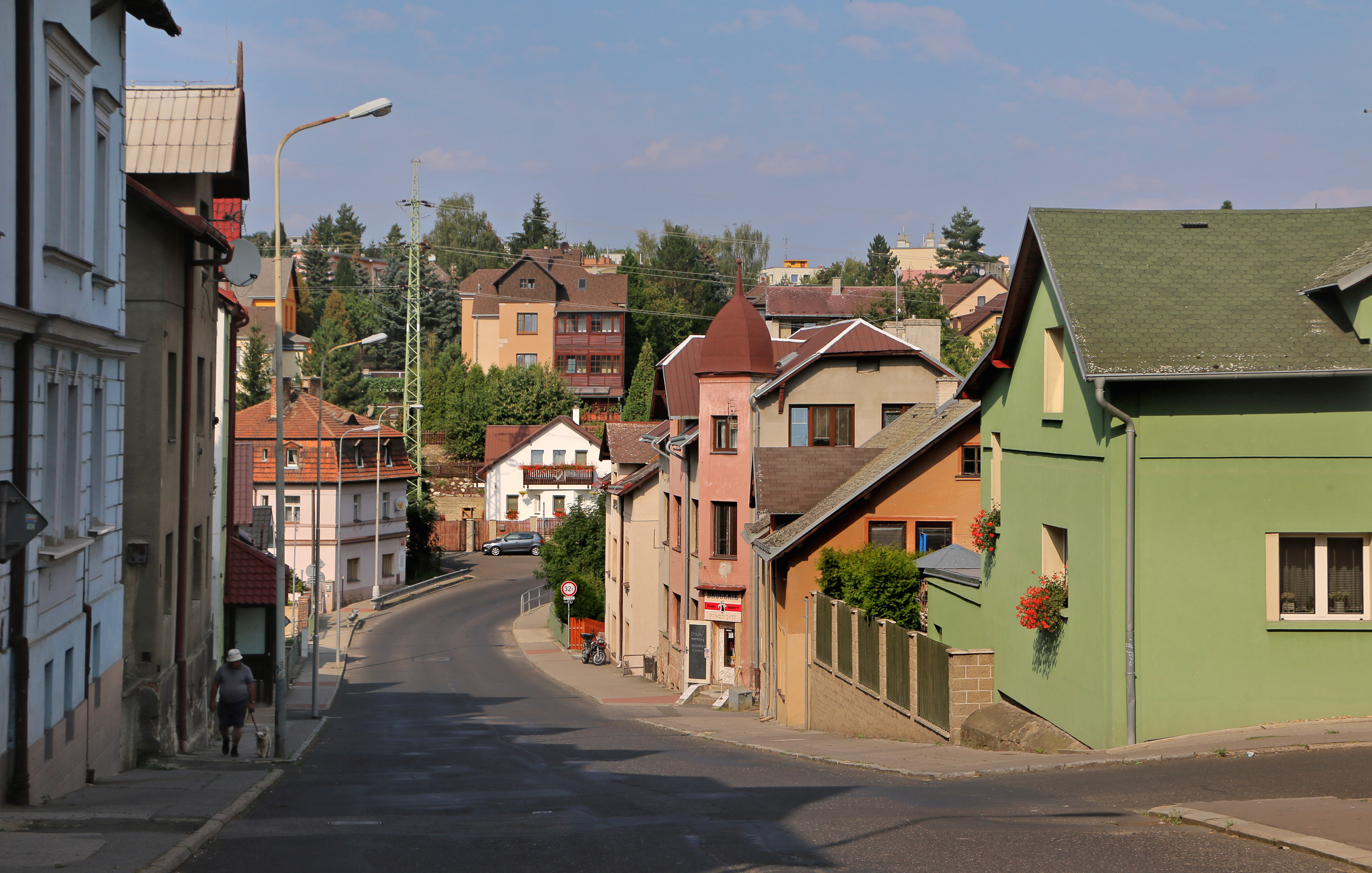
Želenická ulice směrem k Letné
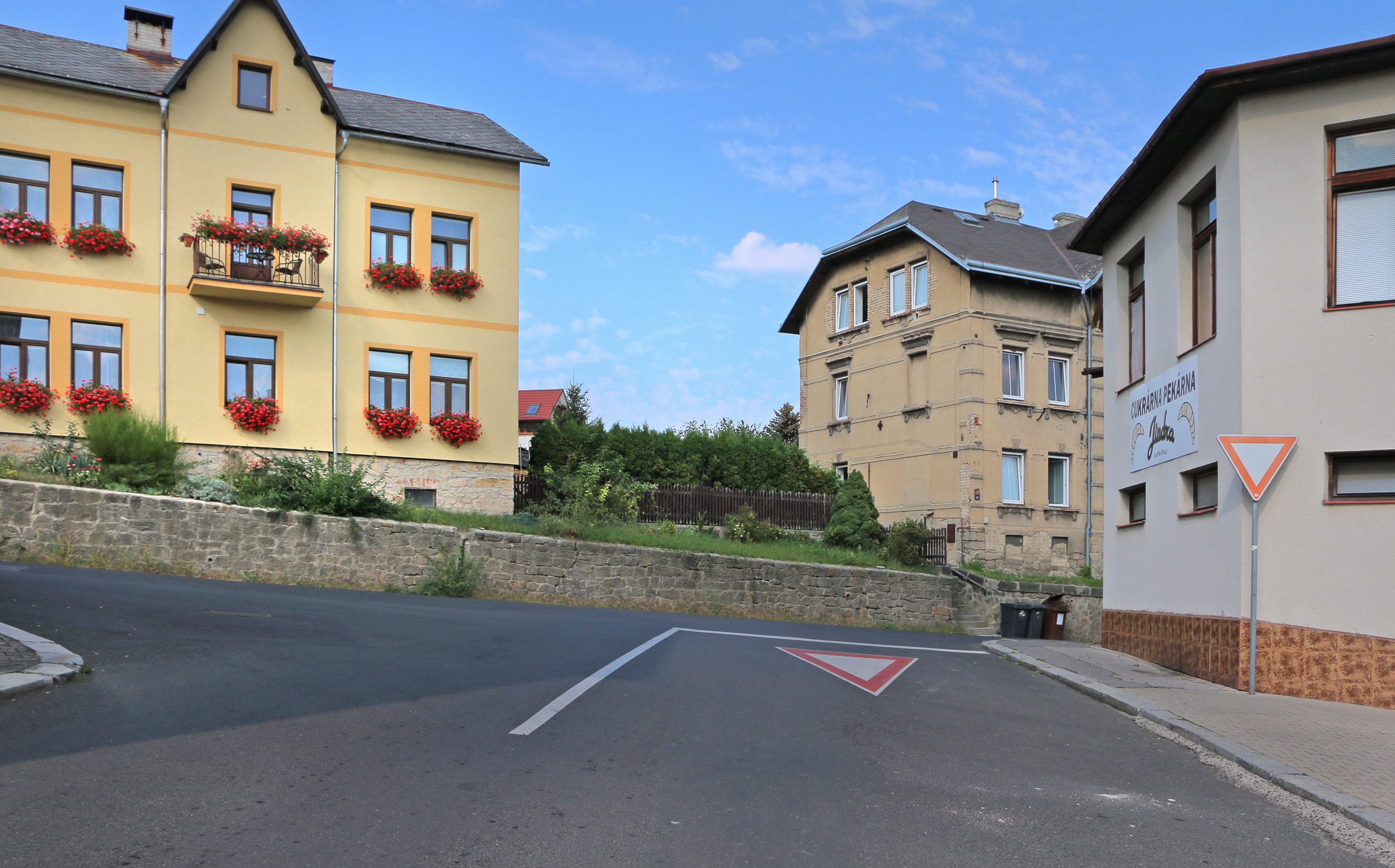
Kosova ulice
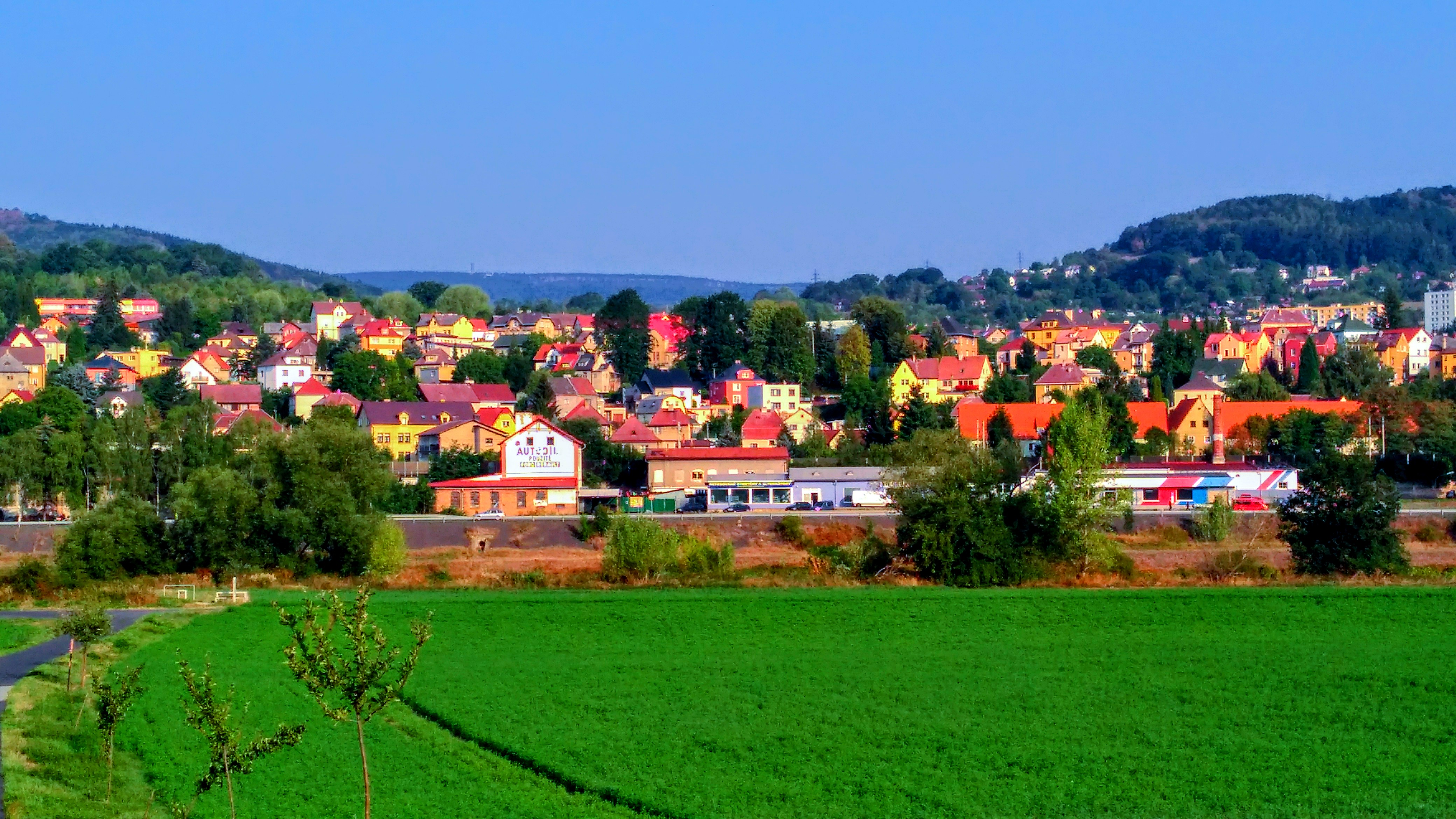
Chrochvice